# Letizia av Spanien
Letizia Ortiz Rocasolano, född 15 september 1972 i Oviedo, Asturien, Spanien, är sedan juni 2014, då svärfadern Juan Carlos I abdikerade, drottning av Spanien som gemål till kung Felipe VI. 
Hon var dessförinnan sedan bröllopet med tronföljaren 2004 prinsessa av Asturien.

## Tidigt liv
Letizia är dotter till Jesús Ortiz Álvarez och Paloma Rocasolano Rodríguez.
Letizia Ortiz var 1998–1999 gift med Alonso Guerrero y Pérez. Innan hon gifte sig med prins Felipe, var hon reporter och nyhetsuppläsare vid den statliga spanska public servicebolaget TVE.

## Äktenskap och familj
Letizia och Felipe förlovade sig den 1 november 2003. Vigseln ägde rum i Catedral de la Almudena i Madrid den 22 maj 2004. Som kronprinsparet väckte de uppmärksamhet för sin relativt förnöjsam livsstil. Paret har två barn:
1. Leonor av Spanien, född 2005, prinsessa av Asturien.
2. Sofia av Spanien, född 2007

Födseln av bägge döttrarna meddelades först till pressen via SMS. I september 2006 meddelade det spanska hovet, att prinsparet väntade sitt andra barn i maj 2007. Den 27 november 2006 offentliggjordes att det väntade barnet var en flicka. Anledningen till att detta meddelades var att prins Felipe hade lovat att meddela könet på deras andra barn i det fall att konstitutionen behövde ändras för att även tillåta kvinnlig tronföljd.

## Som Spaniens drottning
Då Felipe blev kung, blev Letizia den första kvinnan i hela spanska historian som blev landets drottning och är inte adlig.
Enligt den spanska grundlagen har Letizia som den regerande kungens gemål inte några konstitutionella plikter och hon får inte ha sådana, förutom att fungera som regent vid behov. Mestadels representerar hon den spanska kronan vid sidan av sin man eller själv.

## Utmärkelser
- Larrapriset,  2000
- Dearest Son of Oviedo,  3 december 2003[8]
- Storkorset av Karl III:s orden,  2004[9]
- Storkors av Guldhjärtats orden,  2007[10]
- Riddare av Elefantorden,  6 november 2023[11]
- Storkorset av Nationalförtjänstorden
- Mohammedorden
- San Martín Befriarens orden
- Kristusorden
- Storkors av Portugals frihetsorden[12]
- Sydkoreas diplomatiska förtjänstorden
- Kungliga Serafimerorden
- Maria-Lovisaorden
- Storkorsriddare av Republiken Italiens förtjänstorden
- Agostinho Neto-orden
- Förbundsrepubliken Tysklands förtjänstorden
- Storkors av Kristi militärorden[12]
- Dyrbara Kronans orden
- Perus order för framstående tjänst
- Terra Mariana-korsets orden, första klass
- Storkorset av Ungerska förtjänstorden
- Storkorset av Mexikanska Aztekiska Örnorden
- Storkors av Chilenska förtjänstorden
- Tre Stjärnors orden, första klass
- Storkorset av Libanons förtjänstorden
- Storkorset av Peruanska Solorden
- Vasco Núñez de Balboas orden
- Storkorsriddare av Nationella orden för trogen tjänst
- Kronorden
- Storkors av Boyacá-orden

[Redigera Wikidata]